# Parla amb mi
Parla amb mi (títol original en anglès, Talk to Me) és una pel·lícula de terror sobrenatural australiana del 2022 dirigida per Danny i Michael Philippou, escrita per Danny Philippou i Bill Hinzman, i basada en un concepte de Daley Pearson. És protagonitzada per Sophie Wilde, Alexandra Jensen, Joe Bird, Otis Dhanji, Miranda Otto i Zoe Terakes. La pel·lícula segueix un grup d'adolescents que descobreixen que són capaços de contactar amb esperits amb una misteriosa mà tallada i embalsamada, només perquè les coses van massa lluny. Ha estat doblada i subtitulada al català.
Es va estrenar al Festival de Cinema d'Adelaide el 30 d'octubre de 2022, i va ser estrenat a càrrec de Maslow Entertainment a Austràlia el 27 de juliol de 2023. La pel·lícula va rebre crítiques positives, amb elogis a la seva història, direcció, seqüències de terror, efectes pràctics, al disseny de so i a les interpretacions, especialment de Wilde i Bird. Va ser un èxit de taquilla, recaptant aproximadament 91,9 milions de dòlars a tot el món per un pressupost de 4,5 milions, cosa que la va convertir en la pel·lícula de terror més taquillera de la distribuïdora estatunidenca A24 i en la segona pel·lícula més taquillera en general.